# 布林莫爾 (賓夕法尼亞州)
布林莫爾（英語：Bryn Mawr；/ˌbrɪnˈmɑːr/） 是美國賓夕法尼亞州蒙哥馬利郡勞爾梅里恩的一個普查規定居民點，因為距離費城很近，所以歷史上也被當做費城郊區的一部分。根據2010年美國人口普查，當地有4,382人。七姐妹學院之一的布林莫爾學院位於此地。